# Playa de La Magdalena (Cabañas)
La playa de La Magdalena es un arenal situado en la parroquia de San Martiño do Porto, en el municipio de Cabañas (provincia de La Coruña, Galicia, España), en  la ría de Ares, en la desembocadura del río Eume.

## Descripción
El arenal, de arena blanca y fina, forma junto con el río Eume y el pinar un espacio natural en el fondo de la ría de Ares. La playa no tiene Bandera Azul, pero sí todos los servicios en un paseo peatonal. Es una playa de aguas tranquilas y poco profundas. Siendo una playa urbana de muy alta ocupación por su cercanía a Ferrol, La Coruña y Puentedeume. En el año 2020 se habilitaron 150 m al final del arenal para ser utilizados como playa canina, siendo el único lugar de la playa y pinar en el que se permite el acceso de estos animales.
Desde los años sesenta sufrió una gran presión urbanística y de crecimiento descontrolado, habiendo viviendas de todo tipo por la zona. Desde casas unifamiliares a edificios de apartamentos y viviendas residenciales. Desde inicios del siglo XX el ayuntamiento de Cabañas intentó poner orden en la zona prohibiendo el acceso de vehículos al monte de pinos de la playa y limitando el acceso al mismo. Se construyó un paseo peatonal por la carretera que bordea los pinos. En la propia playa existen locales de hostelería y un club náutico privado. Instalaciones para la práctica de deportes de vela y anclaje de embarcaciones. Como accesos a la playa hay enlace directo a la autopista AP-9 y la estación de Cabañas está cerca.